# Frutti per Kagua
Frutti per Kagua è l'unico album registrato dal gruppo musicale Capitolo 6, pubblicato nel 1972.

## Il disco
Il disco, con musiche del gruppo su testi di Francesco De Gregori ed Edoardo De Angelis, è un concept album sulla vita dei nativi americani.

## Tracce

### Lato A
1. Frutti per Kagua – 18:40 (testo: E. De Angelis, F. De Gregori – musica: L. Berti, L. Donati)

### Lato B
1. Grande spirito – 3:35 (testo: E. De Angelis, F. De Gregori – musica: R. Bartolotti, L. Donati)
2. Il tramonto di un popolo – 6:00 (testo: E. De Angelis, F. De Gregori – musica: R. Bartolotti, L. Donati)
3. L'ultima notte – 11:28 (testo: E. De Angelis, F. De Gregori – musica: R. Bartolotti, L. Donati)

## Formazione
- Riccardo Bartolotti – voce, chitarra, flauto
- Loriano "Fischio" Berti – sax, flauto
- Jimmy Santerini – tastiere, voce
- Mauro Romani – basso
- Lorenzo Donati – batteria, voce